# Jean-Baptiste Robinet
Jean-Baptiste René Robinet (ur. 23 czerwca 1735 w Rennes, zm. 24 marca 1820, tamże) – francuski pisarz, filozof i przyrodnik.

## Życie
Początkowo pracował dla księgarzy w Holandii, a następnie w mieście Bouillon. Pomagał przy wydawaniu periodyków, słowników i prac zbiorowych, a także tłumaczył na francuski dzieła pisarzy angielskich, niemieckich i włoskich. Napisał również podręcznik gramatyki francuskiej i angielskiej, oraz kilka dzieł z zakresu ekonomii, polityki i filozofii. Sławę przyniosły mu późniejsze dzieła z zakresu historii naturalnej .
W latach wraz z Charlesem-Josephem Panckoucke był redaktorem 4 tomów suplementów do Encyclopédie.

## Filozofia przyrody
Filozofia przyrody Robineta inspirowana była w dużej mierze myślą Leibniza, a spośród przyrodników, Buffona czy Charlesa Bonneta. W większym stopniu wpłynęła na filozofów (np. Hegla), niż na naukowców, jest jednak ważnym świadectwem rozwoju idei przyrodniczych w oświeceniu .
Prace Robineta zawierają kilka elementów charakterystycznych dla epoki: ideę jedności przyrody, wielkiego łańcucha bytu, powszechny dynamizm i odczuwalność, oraz wczesną postać witalizmu. Wszystkie byty (również materia nieożywiona, taka jak skały) są bytami odczuwającymi, włączonymi w łańcuch bytu i połączonymi więzami odżywiania. Różnice między nimi są różnicami stopnia organizacji materii .
Natura została stworzona, ale rozwija się w procesie historycznym. Stworzony przez Boga świat zawierał w sobie (od początku) zarodki, które w rozwoju mogą prowadzić do nowych form organizacji materii. Pod tym względem idee Robineta poprzedzają transformizm, mają jednak charakter metafizyczny, a nie biologiczny, i są rozwinięciem wcześniejszych koncepcji Leibniza czy Paracelsusa .

## Dzieła

### Dzieła własne
- 1755–1779 Analyse raisonnée de Bayle, London,
- 1761–1766 De la naturé,
- 1762 Considérations sur l'état présent de la littérature en Europe,
- 1768 Considérations philosophiques  de la gradation naturelle des formes de l'être, ou les essais de la nature qui apprend à faire l'homme,
- 1768 Paradoxes moraux et littéraires,
- 1769 Parallèle de la condition et des facultés de l'homme avec la condition et les facultés des autres animaux,
- 1776-1777 Supplément à l'Encyclopédie, ou dictionnaire raisonné des sciences, des arts et des métiers, par une société de gens de lettres (4 t.),
- 1777-1783 Dictionnaire universel des sciences morale, économique, politique et diplomatique, ou Bibliotheque de l'homme-d'état et du citoyen (30 t., współautorstwo),
- 1794 Calendrier des républicains pour l'année sextile 3e de la République une et indivisible, contenant un précis de la morale républicaine mise en maximes pour chaque jour de l'année,
- 1814 Les Vertus, réflexions morales en vers (2 t.),

### Tłumaczenia
- 1760 David Hume, Essais de morale, ou Recherches sur les principes de la morale (ang.),
- 1762 Frances Sheridan, Mémoires de Miss Sidney Bidulph, 3 t. (ang.),
- 1766 Johann Joachim Winckelmann, Histoire de l'art chez les anciens, 2 t., współautorstwo, (niem.),
- 1767 Nicolò Donato, L'Homme d'État, 3 t. (wł.),
- 1769 John Gregory, Parallèle de la condition et des facultés de l'homme avec la condition et les facultés des autres animaux, (ang.),
- 1770 Frances Moore Brooke, Histoire d'Émilie Montague, (ang.),
- 1766 James Ridley, Les Contes des génies et des fées, ou les charmantes leçons d'Horam fils d'Asmar, 3 t., (ang.),
- 1778 Code des loix des Gentous, ou Réglemens des brames, (z ang. tłumaczenia tekstu sanskryckiego),
- 1779 John Seally, Le Favori de la fortune.